# فريد أماتا
فريد أماتا (بالإنجليزية: Fred Amata)‏، هُو ممثل ومنتج أفلام ومُخرج سينمائي نيجيري.

## وصلات خارجية
- فريد أماتا في قاعدة بيانات الأفلام على الإنترنت